# غلاديشية يابانية
غلاديشية يابانية (الاسم العلمي: Gleditsia japonica) هي نوع نباتي يتبع جنس الغلاديشية من فصيلة البقولية.